# Майдано-Олександрівська сільська рада
Майда́но-Олекса́ндрівська сільська́ ра́да — адміністративно-територіальна одиниця та орган місцевого самоврядування в Віньковецькому районі Хмельницької області. Адміністративний центр — село Майдан-Олександрівський.

## Загальні відомості
Майдано-Олександрівська сільська рада утворена в 1923 році.
- Територія ради: 23,637 км²
- Населення ради: 1 259 осіб (станом на 2001 рік)

## Населені пункти
Сільській раді підпорядковані населені пункти:
- с. Майдан-Олександрівський
- с. Балки
- с. Гута

## Склад ради
Рада складалася з 16 депутатів та голови.
- Голова ради: Слишинська Галина Михайлівна
- Секретар ради: Ткач Валентина Анатоліївна

### Керівний склад попередніх скликань
| Прізвище, ім'я, по батькові  | Основні відомості                                                                                   | Дата обрання | Дата звільнення |
| ---------------------------- | --------------------------------------------------------------------------------------------------- | ------------ | --------------- |
| Слишинська Галина Михайлівна | Сільський голова, 1964 року народження, освіта середня спеціальна, член Української Народної Партії | 26.03.2006   | 31.10.2010      |
| Слишинська Галина Михайлівна | Сільський голова, 1964 року народження, освіта середня спеціальна, член Української Народної Партії | 31.10.2010   |                 |

Примітка: таблиця складена за даними сайту Верховної Ради України

### Депутати
За результатами місцевих виборів 2010 року депутатами ради стали:

#### За суб'єктами висування
| Суб'єкт висування | Кількість обраних депутатів | %    |
| ----------------- | --------------------------- | ---- |
| Партія регіонів   | 7                           | 43,8 |
| Самовисування     | 5                           | 31,3 |
| Народна партія    | 4                           | 25   |

#### За округами
| № округу        | Прізвище, ім'я, по батькові      | Дата визнання обраним | Освіта             | Партійна приналежність | Відомості про обраного депутата                                                 |
| --------------- | -------------------------------- | --------------------- | ------------------ | ---------------------- | ------------------------------------------------------------------------------- |
| Народна Партія  |                                  |                       |                    |                        |                                                                                 |
| 4               | Ткач Валентина Анатоліївна       | 05.11.2010            | середня спеціальна | позапартійна           | Майдано-Олексадрівська сільська рада, секретар виконавчого комітету             |
| 6               | Коваль Світлана Дмитрівна        | 05.11.2010            | вища               | член Народної партії   | Майдано-Олександрівська загальноосвітня школа, вчитель                          |
| 9               | Солецька Любов Степанівна        | 05.11.2010            | середня            | член Народної партії   | ЗАТ «Віньківці сирзавод», заготівельник                                         |
| 10              | Москалюк Володимир Олександрович | 05.11.2010            | середня            | член Народної партії   | тимчасово не працює                                                             |
| Партія регіонів |                                  |                       |                    |                        |                                                                                 |
| 1               | Дурдас Олексій Володимирович     | 05.11.2010            | вища               | член Партії регіонів   | тимчасово не працює                                                             |
| 3               | Грищук Галина Арсентіївна        | 05.11.2010            | середня спеціальна | член Партії регіонів   | ДНЗ «Сонечко», вихователь                                                       |
| 5               | Тарасюк Валентина Анатоліївна    | 05.11.2010            | середня спеціальна | член Партії регіонів   | Майдано-Олександрівська бібліотека, завідувачка                                 |
| 8               | Романюк Галина Григорівна        | 05.11.2010            | середня            | член Партії регіонів   | Сільський будинок культури, директор                                            |
| 14              | Москалюк Антоніна Василівна      | 05.11.2010            | середня            | член Партії регіонів   | ДНЗ «Сонечко», завідувач                                                        |
| 15              | Костюк Оксана Миколаївна         | 05.11.2010            | середня            | член Партії регіонів   | тимчасово не працює                                                             |
| 16              | Слишинська Оксана Миколаївна     | 05.11.2010            | середня            | член Партії регіонів   | тимчасово не працює                                                             |
| Самовисування   |                                  |                       |                    |                        |                                                                                 |
| 2               | Кулаков Сергій Петрович          | 05.11.2010            | середня            | позапартійний          | приватний підприємець                                                           |
| 7               | Бурківська Людмила Федорівна     | 05.11.2010            | середня спеціальна | позапартійна           | Майдано-Олександрівська сільська рада, головний бухгалтер                       |
| 11              | Поплавський Іван Михайлович      | 05.11.2010            | середня            | позапартійний          | Майдано-Олександрівська загальноосвітня школа І-ІІІ ст., майстер по ремонту     |
| 12              | Ткач Віктор Михайлович           | 05.11.2010            | середня            | позапартійний          | Майдано-Олександрівська загальноосвітня школа І-ІІІ ст., завідувач господарства |
| 13              | Лемешов Петро Семенович          | 05.11.2010            | середня            | позапартійний          | ТОВ «Майдан Альянс», різноробочий                                               |